# Jan Morawski (prawnik)

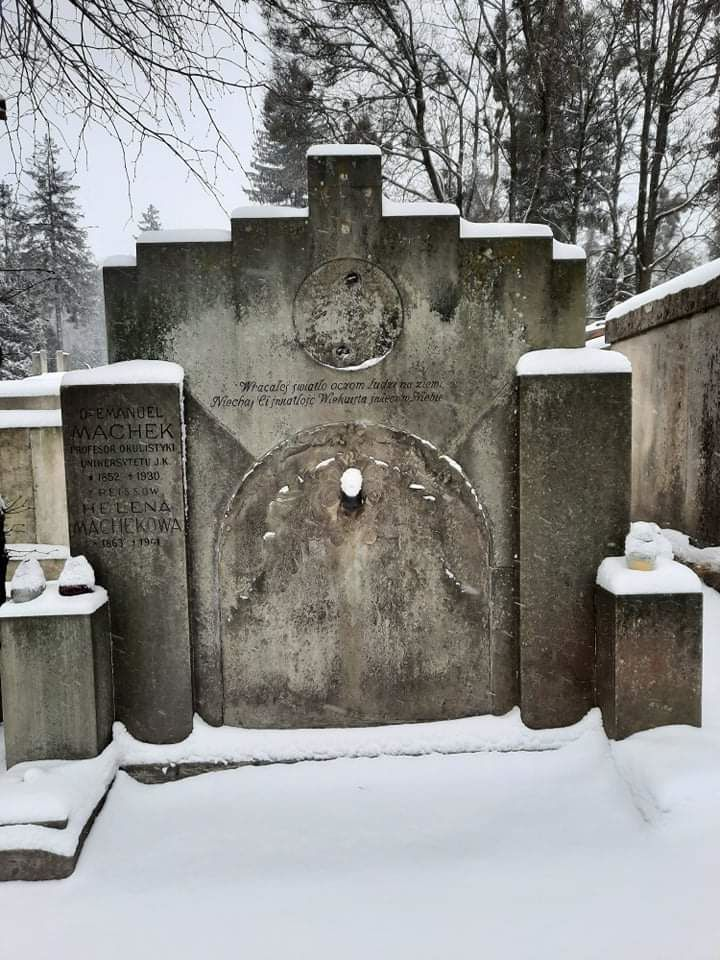
Grób Jana Morawskiego

Jan Morawski herbu Dąbrowa (ur. 4 września 1878 w Odrzechowej, zm. 1 lutego 1940 we Lwowie) – polski prawnik, adwokat, sędzia Najwyższego Trybunału Administracyjnego i Sądu Najwyższego, minister sprawiedliwości w 1920.

## Życiorys

### Wczesne lata
Jego pradziadkiem był Wiktor Gniewosz. Był synem Władysława (właściciela dóbr Odrzechowa i Pobiedno) i Kazimiery z Leszczyńskich. W 1896 r. zdał egzamin dojrzałości w C.K. Gimnazjum w Sanoku. W czasie nauki szkolnej kierował kołem założonej w Jaśle organizacji „Orzeł Biały”. Studiował prawo na Wydziale Prawa Uniwersytetu Jagiellońskiego, a następnie na Uniwersytecie Lwowskim. Tam też w 1902 r. uzyskał doktorat z nauk prawnych.
Od 1900 r. czynnie pracował w sądownictwie austriackim. Rozpoczął od auskultant przy Wyższym Sądzie Krajowym. Następnie w 1905 r. został adiunktem w sądzie powiatowym w Busku. Rok później przeniósł się do Wyższego Sądu Krajowego i Prokuratury Sądu Okręgowego we Lwowie. Szczyt kariery u zaborcy przypada na lata 1910-1916. Pełnił wówczas funkcję sekretarza ministerialnego. We wrześniu 1918 r. wrócił do Polski, a dwa miesiące później rozpoczął prace w Wydziale Sprawiedliwości Polskiej Komisji Likwidacyjnej.

### II Rzeczpospolita
W odrodzonej ojczyźnie pracował w ministerstwie sprawiedliwości. Od 1919 r. kierował Wydziałem Organizacyjnym i Osobowym MS. Następnie został mianowany podsekretarzem stanu. Często zastępował ministrów podczas posiedzeń rządu. W okresie od 23 czerwca 1920 do 24 lipca 1920 był kierownikiem tegoż resortu w rządzie Władysława Grabskiego. Po powołaniu Stanisława Nowodworskiego na nowego ministra sprawiedliwości, Morawski powrócił do swych obowiązków jako podsekretarza stanu.
Podczas pracy w resorcie prowadził działania mające na celu przeorganizowanie i zunifikowanie sądownictwa dawnego zaboru pruskiego oraz austriackiego z resztą kraju. Ponadto uczestniczył w pracach nad licznymi ustawami m.in. o sędziach i prokuratorach, organizacji giełd, czy o ustanowieniu kar.
Od 1921 r. pełnił rolę sędziego Sądu Najwyższego. Rok później przeniósł się do Najwyższego Trybunału Administracyjnego, gdzie objął stanowisko prezesa Izby II rolnej. We wrześniu 1926 r. został członkiem Rady Prawniczej przy ministrze sprawiedliwości. W tym samym roku został mianowany członkiem Trybunału Kompetencyjnego. Następnie w 1931 r. przeszedł do pracy w adwokaturze, otwierając własną kancelarię w Warszawie. Morawski występował jako likwidator spółek kapitałowych. Ponadto był członkiem Naczelnej Rady Adwokackiej. Pełnił w niej funkcję sekretarza (1935–1938). Natomiast w 1937 r. został superarbiterem przewodzącym komisji arbitrażowej do rozstrzygnięcia sporu w radach adwokackich w Krakowie i Lwowie związanego z żądaniem wprowadzenia w ich władzach parytetów dla Polaków i Żydów.
Morawski także się angażował w redakcje gazet. Był współzałożycielem i redaktorem „Zbioru Wyroków Najwyższego Trybunału Administracyjnego”,„Orzecznictwa Sądów Najwyższych w Sprawach Podatkowych i Administracyjnych". Należał również do redakcji „Gazety Sądowej Warszawskiej”.
Społecznie pełnił radcy prawnego Kasy im. Mianowskiego.
Zmarł 1 lutego 1940 r. Został pochowany na Cmentarzu Łyczakowskim w grobowcu Macheków (pole 78).

## Życie prywatne
Miał trzech braci: Stanisława (ur. 1882), Kazimierza (ur. 1889), Józefa Agatona (1893–1969), ziemianin, rolnik, poseł na Sejm RP, Jerzy (ur. 1894 lub 1896).
W 1904 r. ożenił się z Marią Henryką z domu Reyss, z którą miał trzech synów: Henryka (1905-1959), Adama Jana (ur. 1907) oraz Jana Tadeusza (ur. 1910).

## Ordery i odznaczenia
- Krzyż Komandorski Orderu Odrodzenia Polski (7 listopada 1925)[10]